# Bathycongrus aequoreus
Bathycongrus aequoreus es una especie de anguilas de la familia de los cóngridos. Fue descrita por  Gilbert y Cramer en  1897.
Es una anguila marina que habita en aguas profundas entre los 300 a 686 metros y se encuentra en el Océano Pacífico oriental central: las islas Hawái.
Es inofensivo para los humanos